# 2022년 칭하이성 지진
2022년 칭하이성 지진은 2022년 1월 8일 중화인민공화국 칭하이성과 간쑤성 경계 지역의 먼위안 후이족 자치현에서 일어난 모멘트 규모 Mw6.6의 지진이다. 2021년 마둬 지진 이후 중국에서 발생한 규모가 가장 큰 지진이다.

## 지진
본진은 티베트고원 동북부의 얕은 깊이(10 km 이하 천발지진)의 주향이동단층인 하이위안 단층에서 발생한 지진이다. 이 지진의 단층은 친링산맥 인근에 있다. 본진이 발생한 단층은 하이위안 단층대 중 한 부분인 런룽링 단층에서 발생했다. 단층 파열은 대부분 깊이 8 km 내 상부 지각에서만 일어났다. 깊이 4 km에서 최대 3.5 m의 단층 미끄러짐 길이가 측정되었다. 지표면의 단층 파열은 22 km 길이로 드러났으며 표면에서의 최대 단층 어긋남은 2.1 m였다. 측정된 최대 수정 메르칼리 진도 계급은 IX이다. 진도 VI 이상의 강한 진동을 느낀 지역은 23,417 km2에 달했다.
2022년 1월 17일까지 584차례의 여진이 기록되었다. 가장 큰 규모의 여진은 M5.3 규모이다. 여진은 동서 방향 40 km 길이의 띠 모양을 분포로 일어났다. 많은 여진이 본진의 단층 파열 지역 바로 아래 진원 깊이 7-14 km로 나왔다. 지각에서부터 깊이 5 km 이하에서는 여진이 거의 일어나지 않았다.

## 피해와 부상자

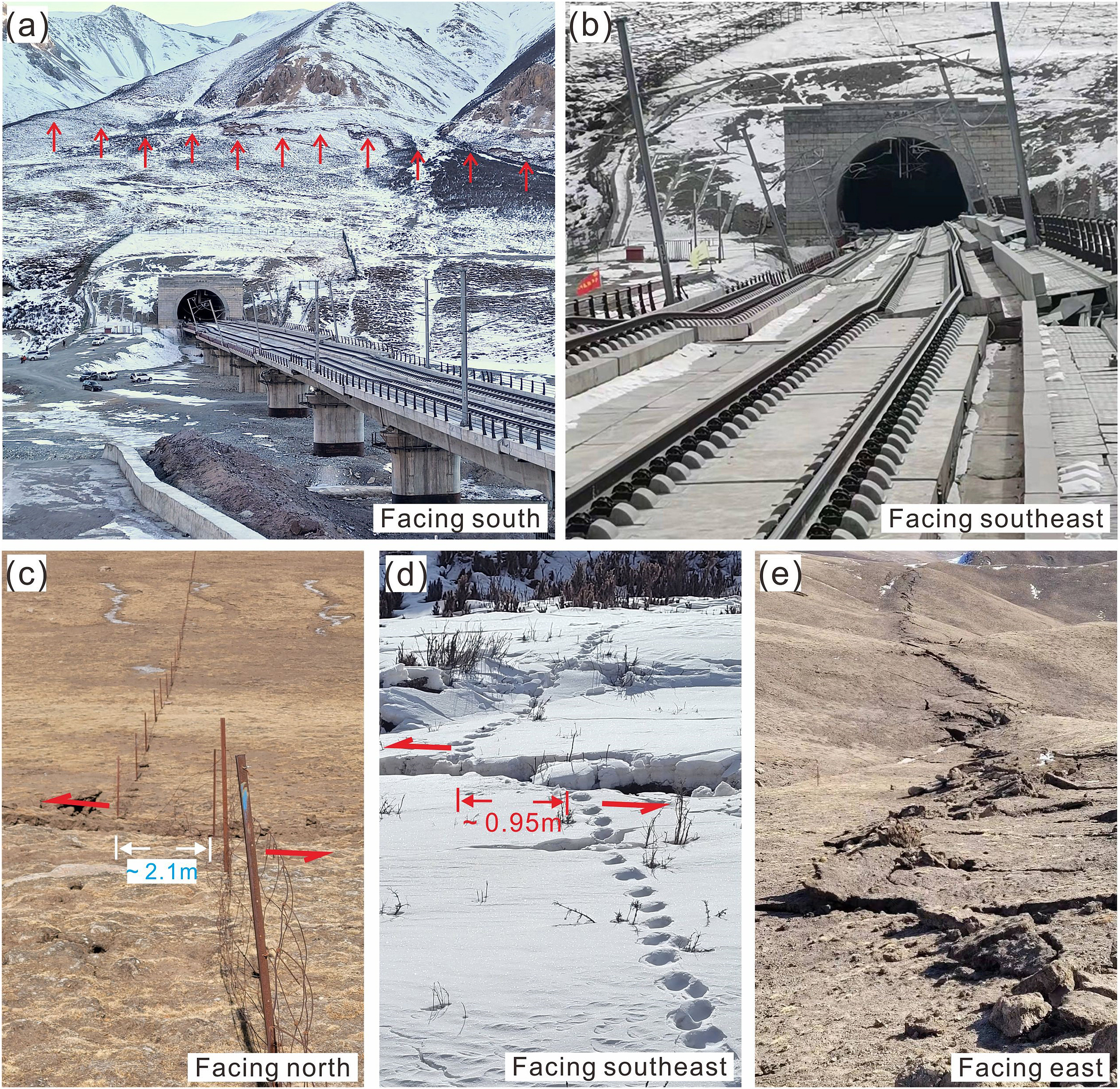
2022년 칭하이성 지진에서 나온 여러 피해 사진

이 지진으로 장예시에서 최소 주택 137채가 파손되었고 벽 2곳이 붕괴되었다. 먼위안 후이족 자치현에서는 대피하는 동안 공황으로 4명이 경상을 입었다. 총 9명이 부상을 입었으며 이 중 8명은 하루만에 병원에서 퇴원했다.
지진으로 란신 제2고속철도의 일부 교량과 터널이 피해를 입었고 수리가 끝날 때까지 일시적으로 운행이 중단되었다. 또한 만리장성도 큰 영향을 미쳤다. 명나라 시기 지어진 만리장성 산단현의 2 m 구간이 붕괴되었다. 2022년부터 붕괴 구간의 재건 공사가 시작되었다.

## 같이 보기
- 2022년 지진
- 중국의 지진 목록
- 창마 지진